# Somatina indicataria
Somatina indicataria är en fjärilsart som beskrevs av Walker 1861. Somatina indicataria ingår i släktet Somatina och familjen mätare. Inga underarter finns listade i Catalogue of Life.